# Xkill

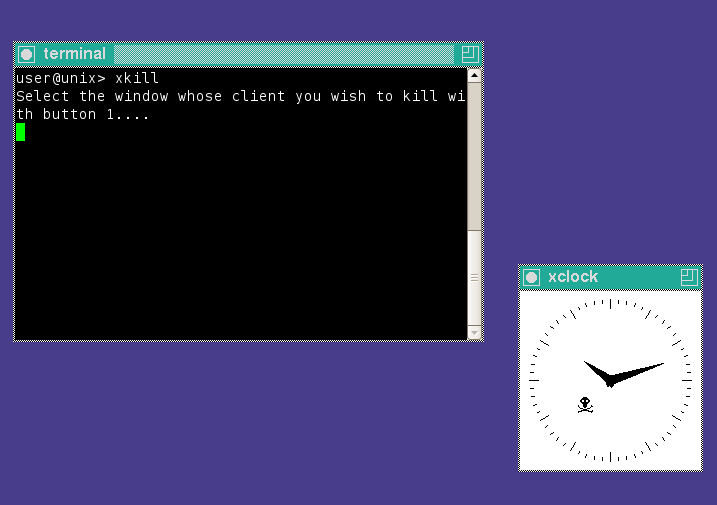
Beim Aufruf von xkill wird der Cursor zu einem Totenkopf, den man auf dem zu schließenden Fenster positioniert

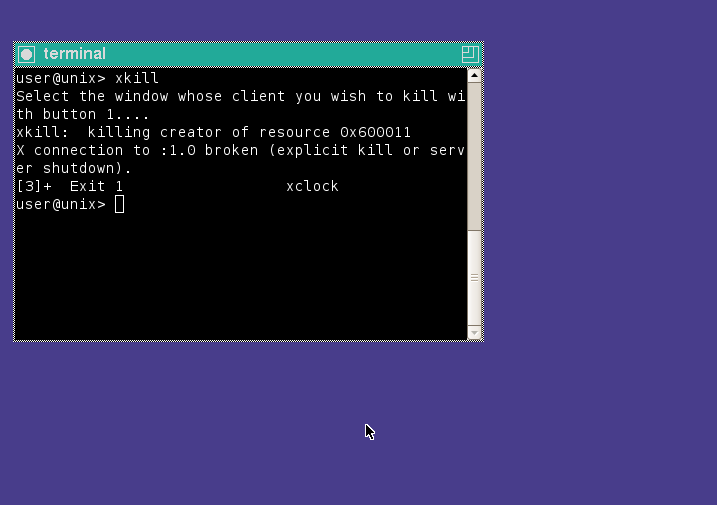
Nach einem Klick wird der X-Client beendet

xkill ist ein zum X Window System gehörendes Dienstprogramm, das den X-Server anweist, die Verbindung zu einem X-Client hart zu trennen, und somit den Client (in den meisten Fällen) zu „töten“ (englisch to kill).
Unter einer grafischen Oberfläche, d. h. im X Window System, beendet man Programme üblicherweise durch einen Klick auf das Schließen-Button in der Titelleiste des Fensters, das zu dem Programm gehört.
Historisch gewachsen ist dieses Button aus dem Programm xkill, dem „grafischen“ kill. Mithilfe dieses obligatorischen Hilfsprogrammes konnte man einen X-Client beenden, in dem man das ihm zugehörige X Window anklickte. Diese Funktionalität findet sich noch in einigen Fenstermanagern z. B. über die Tastenkombination Strg + Alt + Esc wieder, mit der man bei einer nicht mehr reagierenden grafischen Oberfläche den verantwortlichen X-Client durch Anklicken von dessen Fenster beenden kann.

## Andere Benutzeroberflächen
xkill ist auf das X Window System limitiert. Aber auch andere Benutzeroberflächen geben die Möglichkeit, ein Programm hart zu beenden.
Microsoft-Windows-Betriebssysteme bieten den Taskmanager an.
Apple Mac OS X bietet den Force-Quit-Mechanismus an.